# 그라나다 국제공항

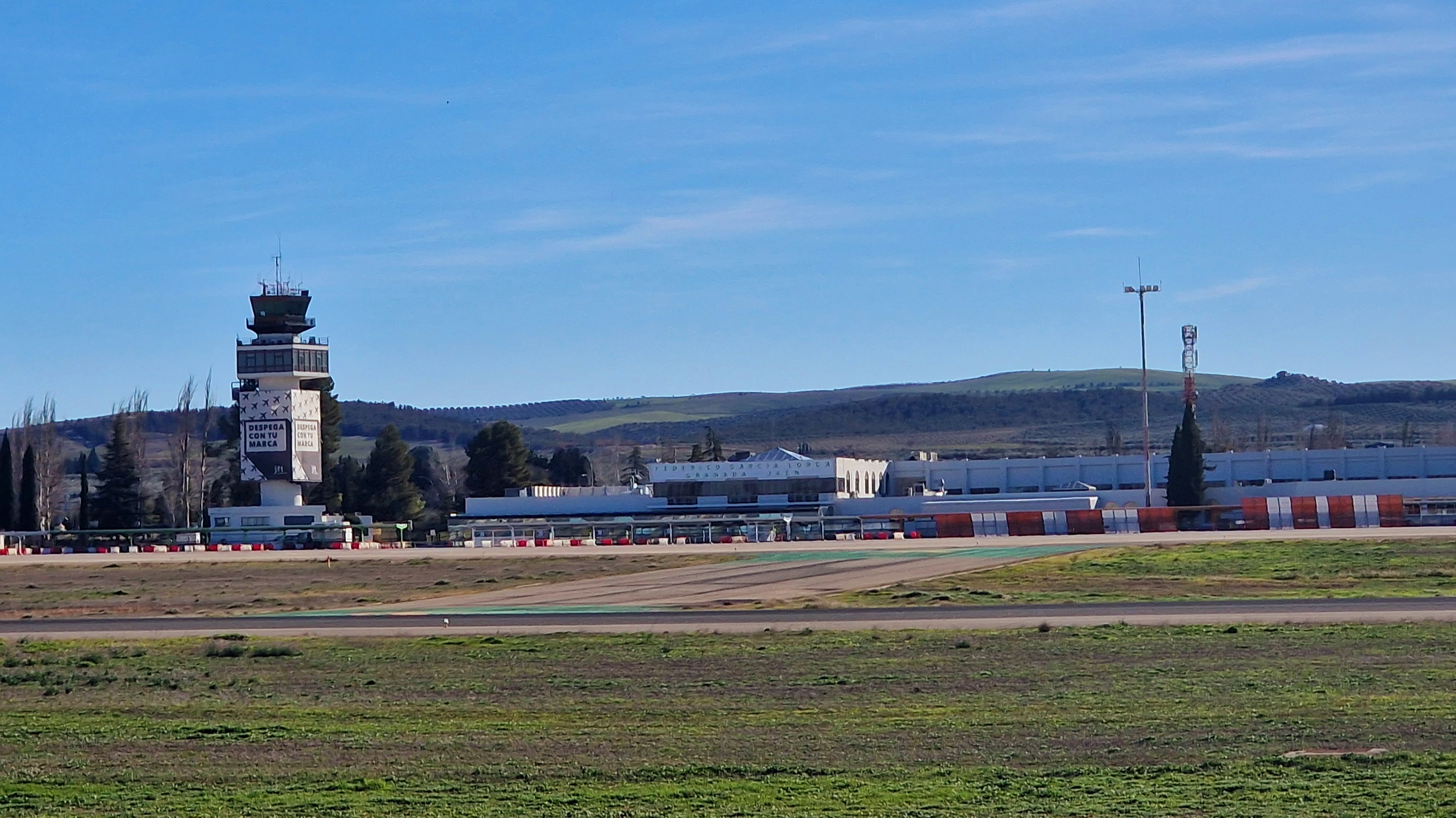

그라나다 국제공항(Granada International Airport, IATA: GRX, ICAO: LEGR), 페데리코 가르시아 로르카 공항(Federico García Lorca Granada Airport), 그라나다-하엔 페데리코 가르시아 로르카 공항은 스페인 그라나다를 관할하는 공항이다. 이 공항은 하엔으로부터 남쪽으로 100킬로미터 지점에, 그라나다로부터 서쪽으로 15킬로미터 지점에 위치해 있다.
공항 건설은 1970년에 시작되었으며 1972년 그라나다 공항(Aeropuerto de Granada)이라는 이름으로 개항하였다. 시인 페데리코 가르시아 로르카의 이름을 따서 2006년 6월 13일 공식 명칭이 붙게 되었다.

## 통계
2000년 이후 승객 수는 다음과 같다: